# 吉川元 (政治家)
吉川 元（よしかわ はじめ、1966年9月28日 - ）は、日本の政治家。立憲民主党所属の衆議院議員（5期）。
社会民主党政策審議会長（第9代）、同幹事長（第8代）、同副党首、同国会対策委員長（第10代）を歴任した。

## 概説
香川県丸亀市生まれ。神戸大学経済学部に入学するも、1990年に中退。その後日本社会党に入党し、日本社会主義青年同盟に勤務する。2007年より、社会民主党の機関紙である社会新報編集部で政治部記者を務める。2008年より衆議院議員・重野安正の政策担当秘書。
2012年10月、第46回衆議院議員総選挙に出馬する予定であった重野が、肺炎のため東京都内の病院に入院。さらに脳梗塞を発症したため、同年11月18日、重野の衆院選への不出馬を社民党大分県連が発表した。社民党大分県連はこれを受け、参議院議員・吉田忠智（比例区）の衆議院への鞍替えを模索したが、社民党本部からの強い反対があった事を受けて、断念した。同年11月21日、社民党名誉党首・村山富市の同席の下、吉川は第46回衆議院議員総選挙に大分2区から出馬する意向を表明した。同年12月の総選挙では、大分2区で自由民主党の衛藤征士郎に47,880票差で敗れたが、重複立候補していた比例九州ブロックで復活し、初当選。社民党の全立候補者中、比例区で唯一の当選者であった。当選後、党全国連合常任幹事・大分県連副代表・機関紙宣伝局長に起用された。
2013年11月1日、全国代表者会議で政策審議会長に選出された。
2014年12月の第47回衆議院議員総選挙では、大分2区では落選したものの、比例復活で再選。
2017年10月の第48回衆議院議員総選挙でも比例復活当選。議席数が減らされた比例九州ブロックにおいて最後から2番目の議席を獲得。社民党の議席を死守した。
2018年2月の党大会で党幹事長に選出（政策審議会長と兼務）。
2020年2月22日の党大会で幹事長を退任。党副党首・国会対策委員長に選出（政策審議会長と兼務）。
社民党は、2020年11月14日東京都内で臨時党大会を開き、希望する党員・地方組織の立憲民主党への合流を認める議案を賛成多数で可決した。国会議員4人のうち福島瑞穂党首を除く3人が離党する見通しで、分裂が確定的となった。議案可決後、吉田忠智幹事長と吉川は離党の意思や時期について支持者らと相談するとして記者団に明言を避けた。
2020年12月17日、吉田忠智幹事長は、大分市で記者団の取材に応じ、「離党して立憲民主に合流する。政治を正すためには質的にも量的にもしっかりした野党を作っていかなければならず、社会民主主義的な理念政策を立憲民主の中で広げていきたい」と述べ、立憲民主党への合流を明言した。吉川も「吉田幹事長と一心同体だ」と語った。24日、党本部の常任幹事会で離党届を提出し、了承された。また同日、立憲民主党に入党届を提出し、承認された。
2021年10月31日の第49回衆議院議員総選挙では、衛藤を654票差にまで追い詰めたが落選し、比例復活で4選。
2024年9月23日に実施された代表選挙では枝野幸男の推薦人に名を連ねた。
2024年10月27日の第50回衆議院議員総選挙では、衛藤の票数は上回ったものの保守系無所属の広瀬建に敗れ、比例復活で5選。

## 政策・主張
- 2013年4月25日、「『高校無償化』制度の朝鮮学校への即時適用と補助金復活を求める院内集会」に社民党幹事長の又市征治参院議員、社民党政策審議会長の吉田忠智参院議員、民主党の江崎孝、田城郁、有田芳生参院議員、日本未来の党の阿部知子参院議員で参加し朝鮮学校に「無償化」をこれからも働きかけることを表明した。
- 2014年4月21日、元行政刷新担当大臣の蓮舫や社会民主党党首の吉田忠智と連名で、第2次安倍内閣が目指す憲法解釈変更による集団的自衛権の行使容認を支持しないようバラク・オバマ米国大統領に求める文書を在日米大使館に提出した[16][17]。
- 選択的夫婦別姓制度導入に賛同する[18][19][20]。

## 所属団体・議員連盟
- 立憲フォーラム（呼びかけ人）

## 活動
- 2013年4月25日、「『高校無償化』制度の朝鮮学校への即時適用と補助金復活を求める院内集会」に出席した[21]。
- 参議院議員（当時）の立花孝志がジェノサイドを連想させる発言をしたことに対し「人種差別の正当化であり断じて容認できない。即刻撤回・謝罪し、議員を辞職すべきだ」と非難した[22]。

## 選挙歴
| 当落 | 選挙                   | 執行日         | 年齢 | 選挙区      | 政党       | 得票数    | 得票率 | 定数 | 得票順位 /候補者数 | 政党内比例順位 /政党当選者数 |
| ---- | ---------------------- | -------------- | ---- | ----------- | ---------- | --------- | ------ | ---- | ------------------ | ---------------------------- |
| 比当 | 第46回衆議院議員総選挙 | 2012年12月16日 | 46   | 大分県第2区 | 社会民主党 | 4万6786票 | 25.39% | 1    | 2/4                | 1/1                          |
| 比当 | 第47回衆議院議員総選挙 | 2014年12月14日 | 48   | 大分県第2区 | 社会民主党 | 5万9775票 | 36.44% | 1    | 2/3                | 1/1                          |
| 比当 | 第48回衆議院議員総選挙 | 2017年10月22日 | 51   | 大分県第2区 | 社会民主党 | 7万858票  | 70,858 | 1    | 2/3                | 1/1                          |
| 比当 | 第49回衆議院議員総選挙 | 2021年10月31日 | 55   | 大分県第2区 | 立憲民主党 | 7万8779票 | 49.79% | 1    | 2/2                | 2/4                          |
| 比当 | 第50回衆議院議員総選挙 | 2024年10月27日 | 58   | 大分県第2区 | 立憲民主党 | 5万7234票 | 38.81% | 1    | 2/3                | 2/4                          |